# Claude Jean-Prost
Claude Jean-Prost (ur. 20 listopada 1936 w Prémanon, zm. 8 stycznia 2018 w Morez) – francuski skoczek narciarski, uczestnik Zimowych Igrzysk Olimpijskich 1960.
Wystartował w konkursie skoków narciarskich w ramach zimowych igrzysk olimpijskich w 1960 roku w Squaw Valley i zajął w nim 26. miejsce po skokach na 84,5 oraz 75,5 metra.
Jego syn Nicolas Jean-Prost również był skoczkiem narciarskim, olimpijczykiem z 1992 w Albertville i 1994 w Lillehammer.

## Osiągnięcia

### Igrzyska olimpijskie
| Igrzyska | Miejscowość  | Data           | Skocznia | Konkurs | Skok 1    | Skok 1 | Skok 2    | Skok 2 | Nota łączna | Miejsce | Strata | Zwycięzca        | Źródło |
| Igrzyska | Miejscowość  | Data           | Skocznia | Konkurs | Odległość | Nota   | Odległość | Nota   | Nota łączna | Miejsce | Strata | Zwycięzca        | Źródło |
| -------- | ------------ | -------------- | -------- | ------- | --------- | ------ | --------- | ------ | ----------- | ------- | ------ | ---------------- | ------ |
| ZIO 1960 | Squaw Valley | 28 lutego 1960 | normalna | ind.    | 84,5      | 99,9   | 75,5      | 96,9   | 196,8       | 26.     | 30,4   | Helmut Recknagel | [ 4 ]  |